# (H) Historias cotidianas
(H) Historias cotidianas es una película documental argentina dirigida por Andrés Habegger. Es la primera película realizada por un hijo de desaparecidos. Fue estrenada el 22 de marzo de 2001.

## Sinopsis
El documental relata la vida de seis hijos de detenidos-desaparecidos durante la dictadura militar argentina llamada Proceso de Reorganización Nacional (1976-1983): Cristian Czainick (actor), Florencia Gemetro (activista de HIJOS), Victoria Ginzberg (periodista), Martín Mortola Oesterheld (nieto del autor del Eternauta), Úrsula Méndez (trabajadora) y Claudio Novoa (hermano de un miembro de Los Pericos).

## Datos técnicos
- Origen: Argentina
- Duración original: 80 min.
- Director: Andrés Habegger
- Guion: Lucía Puenzo y Andrés Habegger
- Productor: David Blaustein
- Fotografía: Marcelo Iaccarino
- Animación: Jorge Gil
- Dibujos: Pablo Agrelo
- Diseño gráfico: Martín López
- Escenografía:
- Vestuario:
- Música: Juan Manuel Degregorio y Marcelo Castagnola
- Temas musicales: Rubén Blades
- Montaje: Laura Mattarollo
- Sonido: Laura Mattarollo
- Investigación: Andrés Habegger, Juan Pablo Bermúdez y Lucía Puenzo
- Entrevistas: Juan Pablo Bermúdez y María José Méndez